# 이케다 쇼코
이케다 쇼코(池田晶子) 또는 테라와키 쇼코(일본어: 寺脇晶子, 1975년 6월 18일 ~ 2019년 7월 18일)는 교토 애니메이션에서 일했던 일본의 애니메이터이자 캐릭터 디자이너였다. 스즈미야 하루히의 우울(2006)과 울려라! 유포니엄 프랜차이즈의 캐릭터 디자이너 및 수석 작화 감독을 역임했다. 교토 애니메이션 방화 사건으로 사망한 후 2023년 OVA 울려라! 유포니엄 앙상블 콘테스트 및 이 애니메이션의 2024년 시즌3의 공로를 인정받았다.

## 개인 생활
다카라즈카 가극단이 제작한 뮤지컬 엘리자베스의 팬이었으며, 한때 교토 애니메이션의 연말 파티에서 패러디를 하기도 했다.
2007년 대학생 테라와키 유즈루(寺脇譲)와 결혼했다. 자신의 결혼식 기념 사진을 그렸다. 이들에게는 두 명의 자녀가 있었는데, 그 중 큰 아이는 어머니가 사망할 당시 초등학생이었다. 2021년 남편은 그녀가 "순진하고 애니메이션을 정말 좋아했다"고 회상했다. 집에서 그라탕 요리를 만들었다.
사망 당시 교토 남쪽의 도시인 우지시에 살았다.

## 참여 작품
- 카논 (비디오 게임)
- 스즈미야 하루히의 우울
- 러키☆스타
- 울려라! 유포니엄
- 극장판 울려라! 유포니엄
- 극장판 울려라! 유포니엄 ~전하고 싶은 멜로디~
- 극장판 울려라! 유포니엄 ~맹세의 피날레~
- 바이올렛 에버가든 - 영원과 자동 수기 인형 -
- 울려라! 유포니엄 앙상블 콘테스트